# Kisserup Sogn
Kisserup Sogn 
ist eine Kirchspielsgemeinde (dän.: Sogn)
auf der Insel Sjælland im südlichen Dänemark.
Bis 1970 gehörte sie zur Harde Voldborg Herred im damaligen Københavns Amt (bis 1808: Roskilde Amt), danach zur Hvalsø Kommune im „neuen“ Roskilde Amt, die im Zuge der  Kommunalreform zum 1. Januar 2007 in der Lejre Kommune in der Region Sjælland aufgegangen ist.
Im Kirchspiel leben 242 Einwohner (Stand: 1. Januar 2023).
Im Kirchspiel liegt die Kirche „Kisserup Kirke“.
Nachbargemeinden sind im Norden Kirke Saaby Sogn, im Nordosten Gevninge Sogn, im Osten Allerslev Sogn, im Süden Særløse Sogn und im Westen Kirke Hvalsø Sogn.